# Dardell

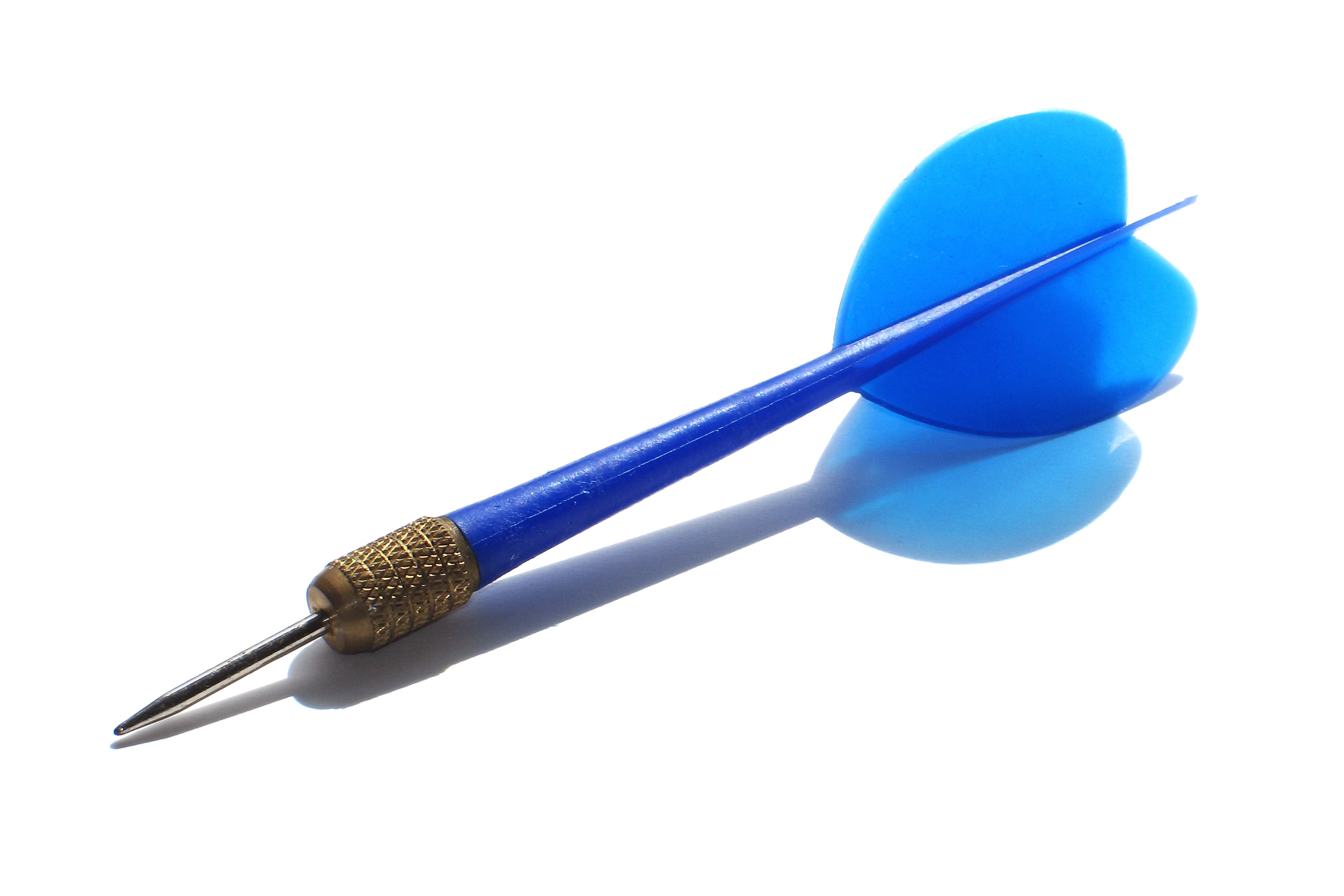
Dard punta d'acer

Un dardell o dard és un projectil llançat, llarg i prim de petites dimensions consistent en una peça de forma aguda, un cos central i un conjunt de làmines per a estabilitzar-ne el vol. S'utilitza com un joc que ha esdevingut un esport conegut amb el nom de dards i què es pot practicar individualment, parelles, triplets o per equips, i que consisteix a llançar tres dards alternativament cada jugador a un objectiu o tauler circular anomenat diana que està fixat a la paret, fins a completar una puntuació determinada o assolir uns sectors determinats una sèrie de vegades també determinada, segons la variant del joc i regles amb les que s'estigui jugant.

Tauler de dards

El tauler estàndard amb un 20 a la part superior va ser creat el 1896 pel fuster de Lancashire Brian Gamlin
Un dard està format per la punta, el canó i la tija com a elements centrals, i l'aleta. La punta és d'acer, i és punxuda com una agulla. El canó o barril és un tub cilindre d'entre 18-26 grams, habitualment d'un material lleuger com el llautó o tungstè. La tija o canya és habitualment de niló o alumini, i serveix per subjectar l'aleta o ploma. L'aleta o ploma és de paper-cartó o tela que amb forma de creu va ancada a la canya, i serveix per estabilitzar el vol del dard i de timó, ja que dirigeix al dard en un traç rectilini i regular.
El dards poden ser de punta d'acer. Aquests tenen el cos o barril de tungstè o llautó (inicialment eren de fusta), amb la punta d'acer, i el seu pes varia des dels 18 grams fins als 28 normalment, i podent arribar a ser de 40 grams. També poden ser amb la punta de plàstics. Són dards d'un màxim de 18 grams, més lleugers que els anteriors, apropiats per a dianes electròniques. El motiu que siguin més lleugers és evitar un excessiu desgast de la diana electrònica. Els més comuns solen pesar entre 16 i 18 grams, encara que n'hi ha alguns, poc utilitzats, que poden pesar menys. Es diferencien principalment per portar la punta de plàstic.
Una altra modalitat de dards són els dards amb sarbatana. Són de mides molt més petites, no estandarditzades (de prop de 2 cm), i són llançats amb un cop d'aire mitjançant un tub cilíndric apuntant cap a la diana. En aquest cas la distància de la línia de tir a la diana és major.

## L'esport dels dards
Els dards són una activitat competitiva professional, i practicada també per afeccionats, tradicionalment als pubs, comunament jugat al Regne Unit, a través de la Commonwealth, als Països Baixos i a Irlanda i es van anar estenent als països escandinaus, als Estats Units, a Catalunya i altres països principalment europeus. La Federació Catalana de Dards (FCD) és l'organisme que regeix la pràctica dels dards a Catalunya. Els dards van ser reconeguts com a esport a Catalunya a l'octubre del 1990.